# Vệ binh Palatine

Một vệ binh Palatine mặc đồng phục

Vệ binh Palatine (tiếng Ý: Guardia Palatina d'Onore) là một đơn vị quân sự của Vatican, được thành lập vào năm 1850, khi Giáo hoàng Piô IX ra sắc chỉ hợp nhất hai đơn vị dân quân của các Lãnh địa Giáo hoàng. Đơn vị hợp nhất này được thành lập như một đơn vị bộ binh, tham gia vào việc canh gác ở Roma. Lần duy nhất mà đơn vị này có hoạt động tích cực là vào ngày 20 tháng 9 năm 1870, nhằm chống lại sự chiếm đóng của Roma của quân đội chính phủ Ý.
Được giải thể vào ngày 14 tháng 9 năm 1970 như một phần cải cách của Công đồng Vaticanô II, ngày nay, những di sản còn lại của lực lượng Vệ binh Palatine được giữ gìn thông qua Hội các Thánh Phêrô và Phaolô.

## Lịch sử
Sau nước Ý thống nhất, lực lượng vệ binh Palatine bị giới hạn trong phạm vi thành Vatican, nơi họ thực hiện các chức năng nghi lễ như một lực lượng vệ binh danh dự. Vệ binh Palatine thường được nhìn thấy khi Giáo hoàng ở Quảng trường Thánh Phêrô, hoặc khi Giáo hoàng đón tiếp các nguyên thủ quốc gia hoặc những vị khách quan trọng khác. Thành viên của Vệ binh Palatine là những tình nguyện viên bán thời gian và là công dân của thành Roma. Họ không được trả lương cho các hoạt động của mình, dù vẫn nhận được một khoản phụ cấp nhỏ để thay thế hoặc sửa chữa quân trang. Đơn vị thiếu vũ khí hiện đại và các thành viên ít được huấn luyện quân sự hơn là các hoạt động diễu hành và canh gác nghi lễ. Mặc dù vậy, Vệ binh Palatine là đơn vị duy nhất phục vụ Vatican có một ban quân nhạc đầy đủ.
Thế chiến thứ hai đánh dấu hoạt động đỉnh điểm trong lịch sử Vệ binh Palatine. Vào tháng 9 năm 1943, khi quân đội Đức chiếm Roma để đáp trả hiệp ước đình chiến của Ý với quân Đồng Minh, Vệ binh Palatine được giao trách nhiệm bảo vệ thành Vatican, cũng như bảo vệ các tài sản khác nhau của Vatican ở Roma và biệt thự mùa hè của Giáo hoàng tại Castel Gandolfo. Các vệ binh, vốn trước đây bị giới hạn trong việc diễu hành và canh gác nghi lễ, thì khi đó thường xuyên được nhìn thấy trong các hoạt động tuần tra tại thành Vatican cũng như việc canh gác bảo vệ tại các lối vào của các dinh thự Giáo hoàng. Đơn vị này từng được ghi nhận là có một số cuộc đối đầu bạo lực với các đơn vị cảnh sát Phát xít Ý làm việc với chính quyền Đức để bắt giữ những người tị nạn chính trị đang ẩn náu trong các tòa nhà được bảo vệ bởi Vatican. Vào thời điểm Thế chiến thứ hai bùng nổ, lực lượng vệ binh Palatine chỉ tập trung khoảng 500 người, nhưng do sự chiếm đóng của Đức đã hình thành yêu cầu phải tuyển dụng thêm nhân sự. Khi Roma được giải phóng vào tháng 6 năm 1944, lực lượng vệ binh Palatine đã tăng lên 2.000 người. Tuy nhiên, vào cuối Thế chiến, phần lớn thành viên đã giải ngũ và đơn vị trở lại mức biên chế như lúc trước chiến tranh.

## Đồng phục
Trong suốt phần lớn lịch sử của mình, Vệ binh Palatine mặc đồng phục thế kỷ XIX bao gồm một mũ shako hoặc kepi, áo tunic màu xanh đậm và quần dài màu xanh nhạt. Trong Thế chiến thứ hai, các vệ binh Palatine làm nhiệm vụ tuần tra và bảo vệ thường mặc bộ đồng phục thực tế bao gồm áo liền quần màu xám và mũ nồi đỏ.

## Giải tán
Cũng như nhiều đơn vị quân sự của Giáo hoàng khác, như Hiến binh Giáo hoàng và Vệ binh Cao quý, lực lượng Vệ binh Palatine bị giải thể vào ngày 14 tháng 9 năm 1970 bởi Giáo hoàng Phaolô VI như một phần của cải cách của Giáo hội sau Công đồng Vaticanô II. Trước khi bị giải thể hoàn toàn, đơn vị được chuyển thành Đội cận vệ danh dự của Giáo hoàng (Guardia d'Onore del Papa). Các cựu vệ binh được mời tham gia một tổ chức mới có tên là Hội các Thánh Phêrô và Phaolô (tiếng Ý: Associazione SS. Pietro e Paolo), được Giáo hoàng phê chuẩn thành lập vào ngày 24 tháng 4 năm 1971. Tổ chức này ngày nay hoạt động hỗ trợ các chương trình từ thiện, giáo dục và tôn giáo ở Rome.